# Killadelphia
Albums de Lamb of God
Ashes of the Wake
(2004) Sacrament
(2006)
Killadelphia est le premier album live du groupe de groove metal américain Lamb of God, publié en décembre 2005 par Epic Records en CD et, initialement, sorti au format DVD en juin 2005.

## Présentation
Le CD contient l'intégralité de l'audio du concert, documenté dans le DVD du même nom.
Il est mixé par Machine qui a également produit les albums studio de Lamb of God Ashes of the Wake et Sacrament.
Le concert lui-même propose des chansons des trois premiers albums studio du groupe.
Parce qu'il s'agit d'une version audio complète du concert, le CD dure près de 70 minutes et les transitions entre les pistes sont fluides.
Le DVD est certifié disque de platine par la Recording Industry Association of America en 2007.

## Liste des titres
Toutes les chansons sont écrites et composées par Lamb of God.
| 1.    | Intro                                         | 2:03 |
| 2.    | Laid to Rest                                  | 3:50 |
| 3.    | Hourglass                                     | 3:48 |
| 4.    | As the Palaces Burn                           | 3:28 |
| 5.    | Now You've Got Something to Die For           | 3:39 |
| 6.    | 11th Hour                                     | 3:46 |
| 7.    | Terror & Hubris in the House of Frank Pollard | 6:33 |
| 8.    | Ruin                                          | 3:57 |
| 9.    | Omerta                                        | 4:48 |
| 10.   | Pariah                                        | 5:14 |
| 11.   | The Faded Line                                | 4:41 |
| 12.   | Bloodletting                                  | 2:17 |
| 13.   | The Subtle Arts of Murder & Persuasion        | 4:39 |
| 14.   | Vigil                                         | 5:01 |
| 15.   | What I've Become                              | 4:23 |
| 16.   | Black Label                                   | 4:57 |
| 67:02 |                                               |      |